# 卡姆揚基 (特諾皮爾州)
49°32′37″N 26°1′32″E / 49.54361°N 26.02556°E
卡姆揚基（羅馬化：Kamianky）是位於烏克蘭西部的村莊，由捷爾諾波爾州捷爾諾波爾區的皮德沃洛奇西克市鎮負責管轄。該村始建於1541年，面積3.71平方公里，海拔高度301米，2001年人口1,581，人口密度每平方公里401.7人。